# Psaume 41 (40)

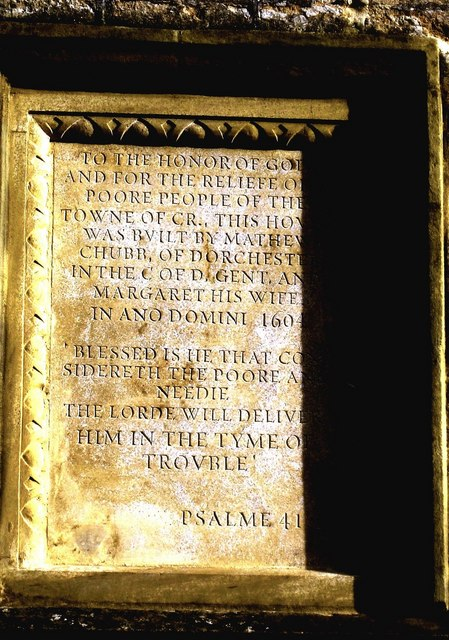
Le verset 2 du psaume 41 en anglais, sur un hôpital construit en 1604.

Le psaume 41 (40 selon la numérotation grecque), attribué à David. Il clôt le premier des cinq livres qui composent le livre des psaumes selon le découpage juif.

## Texte
| verset | original hébreu                                              | traduction française de Louis Segond                                                                                          | Vulgate latine |
| ------ | ------------------------------------------------------------ | --- | --- |
| 1      | לַמְנַצֵּחַ, מִזְמוֹר לְדָוִד                                            | [Au chef des chantres. Psaume de David.]                                                                                      | [In finem psalmus David]                                                                                              |
| 2      | אַשְׁרֵי, מַשְׂכִּיל אֶל-דָּל; בְּיוֹם רָעָה, יְמַלְּטֵהוּ יְהוָה                     | Heureux celui qui s’intéresse au pauvre ! Au jour du malheur l’Éternel le délivre ;                                           | Beatus qui intellegit super egenum et pauperem in die mala liberabit eum Dominus                                      |
| 3      | יְהוָה, יִשְׁמְרֵהוּ וִיחַיֵּהוּ--יאשר (וְאֻשַּׁר) בָּאָרֶץ; וְאַל-תִּתְּנֵהוּ, בְּנֶפֶשׁ אֹיְבָיו | L’Éternel le garde et lui conserve la vie. Il est heureux sur la terre, et tu ne le livres pas au bon plaisir de ses ennemis. | Dominus conservet eum et vivificet eum et beatum faciat eum in terra et non tradat eum in animam inimicorum eius      |
| 4      | יְהוָה--יִסְעָדֶנּוּ, עַל-עֶרֶשׂ דְּוָי; כָּל-מִשְׁכָּבוֹ, הָפַכְתָּ בְחָלְיוֹ               | L’Éternel le soutient sur son lit de douleur ; tu le soulages dans toutes ses maladies.                                       | Dominus opem ferat illi super lectum doloris eius universum stratum eius versasti in infirmitate eius                 |
| 5      | אֲנִי-אָמַרְתִּי, יְהוָה חָנֵּנִי; רְפָאָה נַפְשִׁי, כִּי-חָטָאתִי לָךְ                 | Je dis : Éternel, aie pitié de moi ! Guéris mon âme ! car j’ai péché contre toi.                                              | Ego dixi Domine miserere mei sana animam meam quoniam peccavi tibi                                                    |
| 6      | אוֹיְבַי--יֹאמְרוּ רַע לִי; מָתַי יָמוּת, וְאָבַד שְׁמוֹ                       | Mes ennemis disent méchamment de moi : Quand mourra-t-il ? Quand périra son nom ?                                             | Inimici mei dixerunt mala mihi quando morietur et peribit nomen eius                                                  |
| 7      | וְאִם-בָּא לִרְאוֹת, שָׁוְא יְדַבֵּר--לִבּוֹ, יִקְבָּץ-אָוֶן לוֹ; יֵצֵא לַחוּץ יְדַבֵּר      | Si quelqu’un vient me voir, il prend un langage faux, il recueille des sujets de médire ; il s’en va, et il parle au dehors.  | Et si ingrediebatur ut videret vane loquebatur cor eius congregavit iniquitatem sibi egrediebatur foras et loquebatur |
| 8      | יַחַד--עָלַי יִתְלַחֲשׁוּ, כָּל-שֹׂנְאָי; עָלַי--יַחְשְׁבוּ רָעָה לִי                  | Tous mes ennemis chuchotent entre eux contre moi ; ils pensent que mon malheur causera ma ruine :                             | In id ipsum adversum me susurrabant omnes inimici mei adversus me cogitabant mala mihi                                |
| 9      | דְּבַר-בְּלִיַּעַל, יָצוּק בּוֹ; וַאֲשֶׁר שָׁכַב, לֹא-יוֹסִיף לָקוּם                  | Il est dangereusement atteint, le voilà couché, il ne se relèvera pas !                                                       | Verbum iniquum constituerunt adversus me numquid qui dormit non adiciet ut resurgat                                   |
| 10     | גַּם-אִישׁ שְׁלוֹמִי, אֲשֶׁר-בָּטַחְתִּי בוֹ-- אוֹכֵל לַחְמִי;הִגְדִּיל עָלַי עָקֵב         | Celui-là même avec qui j’étais en paix, qui avait ma confiance et qui mangeait mon pain, lève le talon contre moi.            | Etenim homo pacis meae in quo speravi qui edebat panes meos magnificavit super me subplantationem                     |
| 11     | וְאַתָּה יְהוָה, חָנֵּנִי וַהֲקִימֵנִי; וַאֲשַׁלְּמָה לָהֶם                          | Toi, Éternel, aie pitié de moi et rétablis-moi ! Et je leur rendrai ce qui leur est dû.                                       | Tu autem Domine miserere mei et resuscita me et retribuam eis                                                         |
| 12     | בְּזֹאת יָדַעְתִּי, כִּי-חָפַצְתָּ בִּי: כִּי לֹא-יָרִיעַ אֹיְבִי עָלָי                  | Je connaîtrai que tu m’aimes, si mon ennemi ne triomphe pas de moi.                                                           | In hoc cognovi quoniam voluisti me quoniam non gaudebit inimicus meus super me                                        |
| 13     | וַאֲנִי--בְּתֻמִּי, תָּמַכְתָּ בִּי; וַתַּצִּיבֵנִי לְפָנֶיךָ לְעוֹלָם                     | Tu m’as soutenu à cause de mon intégrité, et tu m’as placé pour toujours en ta présence.                                      | Me autem propter innocentiam suscepisti et confirmasti me in conspectu tuo in aeternum                                |
| 14     | בָּרוּךְ יְהוָה, אֱלֹהֵי יִשְׂרָאֵל--מֵהָעוֹלָם, וְעַד הָעוֹלָם: אָמֵן וְאָמֵן           | Béni soit l’Éternel, le Dieu d’Israël, d’éternité en éternité ! Amen !                                                        | Benedictus Dominus Deus Israhel a saeculo et in saeculum fiat fiat                                                    |

## Usages liturgiques

### Dans le judaïsme
On trouve le verset 4 du psaume 41 dans la amidah de Rosh Hashanah.

### Dans le christianisme

#### Chez les catholiques
Ce psaume était traditionnellement exécuté lors de la célébration de matines auprès des abbayes, d'après la distribution numérique de saint Benoît de Nursie fixée vers 530,.
Différentement, dans la liturgie des Heures actuelle, le psaume 41 est chanté ou récité aux vêpres du vendredi de la première semaine.